# Grand Prix w Piłce Siatkowej Kobiet 2013
Grand Prix w piłce siatkowej kobiet 2013 – siatkarski turniej rozgrywany w dniach od 2 sierpnia do 1 września 2013 roku.

## System rozgrywek
20 drużyn żeńskiej siatkówki uczestniczy w fazie początkowej. Podczas losowania powstaje 15 grup (w każdej po 4 drużyny i każdy zespół w trzech grupach). Grupy A, B, C, D i E rywalizują między sobą w dniach 2 - 4 sierpnia. W kolejny weekend rywalizują grupy F, G, H, I i J. W ostatni tydzień fazy początkowej mecze rozegrają grupy K, L, M, N i O. Każda grupa gra w innym kraju (nie licząc grupy D - Makau, które można uznać za miasto chińskie, grupy I - Hongkong, który również można uznać za miasto chińskie oraz grupy N - Wuhan, czyli chińskiego miasta. Faza finałowa składa się z sześciu zespołów - pięciu najlepszych w fazie początkowej i Japonii jako gospodarza. Każda drużyna rozegra 5 meczów, czyli każdy zagra z każdym. Później na podstawie tylko turnieju finałowego zostanie utworzona tabela i pierwszy zespół w tabeli jest zwycięzcą całego turnieju.

## Uczestnicy
| Drużyna           | Sposób kwalifikacji                               | Liczba występów | Najlepszy wynik                                  |
| ----------------- | ------------------------------------------------- | --------------- | ------------------------------------------------ |
| Algieria          | Zwycięstwo w Afrykańskim Turnieju Kwalifikacyjnym | debiut          | -                                                |
| Argentyna         | 5˚ w Pucharze Panamerykańskim 2012                | 2               | 14. miejsce (2011)                               |
| Brazylia          | 2˚ w Pucharze Panamerykańskim 2012                | 19              | (1994, 1996, 1998, 2004, 2005, 2006, 2008, 2009) |
| Bułgaria          | 2˚ w Lidze Europejskiej 2012                      | debiut          | -                                                |
| Chiny             | dzika karta                                       | 20              | (2003)                                           |
| Czechy            | 1˚ w Lidze Europejskiej 2012                      | debiut          | -                                                |
| Dominikana        | 4˚ w Pucharze Panamerykańskim 2012                | 9               | 8. miejsce (2006, 2010)                          |
| Holandia          | 4˚ w Lidze Europejskiej 2012                      | 9               | (2007)                                           |
| Japonia           | dzika karta                                       | 20              | 4. miejsce (1994, 1997)                          |
| Kazachstan        | 3˚ w Pucharze Azji 2012                           | 3               | 10. miejsce (2007)                               |
| Kuba              | 3˚ Pucharze Panamerykańskim 2012                  | 18              | (1993, 2000)                                     |
| Niemcy            | dzika karta                                       | 13              | (2002), (2009)                                   |
| Polska            | dzika karta                                       | 9               | 6. miejsce (2007, 2010)                          |
| Portoryko         | 6˚ w Pucharze Panamerykańskim 2012                | 3               | 10. miejsce (2009)                               |
| Rosja             | dzika karta                                       | 20              | (1997, 1999, 2002)                               |
| Serbia            | 3˚ w Lidze Europejskiej 2012                      | 2               | (2011)                                           |
| Stany Zjednoczone | 1˚ w Pucharze Panamerykańskim 2012                | 19              | (1995, 2001, 2010, 2011, 2012)                   |
| Tajlandia         | 1˚ w Pucharze Azji 2012                           | 10              | 4. miejsce (2012)                                |
| Turcja            | dzika karta                                       | 2               | (2012)                                           |
| Włochy            | dzika karta                                       | 14              | (2004, 2005)                                     |

## Rozgrywki

### Faza eliminacyjna

#### Turnieje
| 2 – 4 sierpnia 2013                              |                                              |                                                 |                                     |                                          |
| Grupa A – Campinas                               | Grupa B – Santo Domingo                      | Grupa C – Ankara                                | Grupa D – Makau                     | Grupa E – Montichiari                    |
| Brazylia · Stany Zjednoczone · Polska · Rosja    | Dominikana · Serbia · Portoryko · Czechy     | Japonia · Tajlandia · Turcja · Algieria         | Chiny · Kuba · Holandia · Bułgaria  | Włochy · Niemcy · Argentyna · Kazachstan |
| 9 – 11 sierpnia 2013                             |                                              |                                                 |                                     |                                          |
| Grupa F – Belgrad                                | Grupa G – Mayagüez                           | Grupa H – Płock                                 | Grupa I – Hongkong                  | Grupa J – Jekaterynburg                  |
| Stany Zjednoczone · Serbia · Holandia · Algieria | Brazylia · Dominikana · Portoryko · Bułgaria | Japonia · Niemcy · Polska · Kazachstan          | Chiny · Turcja · Argentyna · Czechy | Rosja · Włochy · Tajlandia · Kuba        |
| 16 – 18 sierpnia 2013                            |                                              |                                                 |                                     |                                          |
| Grupa K – Ałmaty                                 | Grupa L – Bangkok                            | Grupa M – Sendai                                | Grupa N – Wuhan                     | Grupa O – Chińskie Tajpej                |
| Brazylia · Kuba · Holandia · Kazachstan          | Rosja · Tajlandia · Niemcy · Portoryko       | Stany Zjednoczone · Czechy · Japonia · Bułgaria | Chiny · Serbia · Polska · Argentyna | Włochy · Turcja · Dominikana · Algieria  |

#### Tabela
| Lp. | Drużyna           | Pkt | Mecze | Mecze   | Mecze   | Sety | Sety | Sety  | Małe punkty | Małe punkty | Małe punkty |
| Lp. | Drużyna           | Pkt | M     | W (3:2) | P (2:3) | wyg. | prz. | ratio | zdob.       | str.        | ratio       |
| --- | ----------------- | --- | ----- | ------- | ------- | ---- | ---- | ----- | ----------- | ----------- | ----------- |
| 1   | Chiny             | 25  | 9     | 9 (2)   | 0 (0)   | 27   | 6    | 4.500 | 775         | 627         | 1.236       |
| 2   | Brazylia          | 23  | 9     | 8 (1)   | 1 (0)   | 25   | 8    | 3.125 | 786         | 625         | 1.258       |
| 3   | Serbia            | 23  | 9     | 7 (0)   | 2 (2)   | 25   | 8    | 3.125 | 759         | 640         | 1.186       |
| 4   | Stany Zjednoczone | 22  | 9     | 8 (2)   | 1 (0)   | 25   | 9    | 2.778 | 785         | 648         | 1.211       |
| 5   | Włochy            | 21  | 9     | 7 (1)   | 2 (1)   | 24   | 9    | 2.667 | 773         | 660         | 1.171       |
| 6   | Japonia           | 19  | 9     | 7 (2)   | 2 (0)   | 22   | 12   | 1.833 | 792         | 703         | 1.127       |
| 7   | Rosja             | 19  | 9     | 7 (3)   | 2 (1)   | 24   | 14   | 1.714 | 849         | 783         | 1.084       |
| 8   | Turcja            | 19  | 9     | 6 (1)   | 3 (2)   | 23   | 12   | 1.917 | 809         | 697         | 1.161       |
| 9   | Bułgaria          | 19  | 9     | 6 (1)   | 3 (2)   | 22   | 13   | 1.692 | 798         | 719         | 1.110       |
| 10  | Dominikana        | 17  | 9     | 6 (2)   | 3 (1)   | 21   | 14   | 1.500 | 786         | 749         | 1.049       |
| 11  | Niemcy            | 16  | 9     | 4 (0)   | 5 (4)   | 21   | 17   | 1.235 | 852         | 769         | 1.108       |
| 12  | Holandia          | 12  | 9     | 4 (0)   | 5 (0)   | 14   | 15   | 0.933 | 619         | 599         | 1.033       |
| 13  | Tajlandia         | 10  | 9     | 3 (0)   | 6 (1)   | 11   | 20   | 0.550 | 671         | 672         | 0.999       |
| 14  | Czechy            | 8   | 9     | 2 (0)   | 7 (2)   | 11   | 22   | 0.500 | 686         | 760         | 0.903       |
| 15  | Polska            | 6   | 9     | 2 (1)   | 7 (1)   | 11   | 23   | 0.478 | 721         | 769         | 0.938       |
| 16  | Argentyna         | 5   | 9     | 2 (2)   | 7 (1)   | 10   | 25   | 0.400 | 683         | 815         | 0.838       |
| 17  | Kazachstan        | 4   | 9     | 1 (0)   | 8 (1)   | 8    | 25   | 0.320 | 623         | 790         | 0.789       |
| 18  | Portoryko         | 2   | 9     | 1 (1)   | 8 (0)   | 5    | 26   | 0.192 | 568         | 750         | 0.757       |
| 19  | Kuba              | 0   | 9     | 0 (0)   | 9 (0)   | 3    | 27   | 0.111 | 537         | 734         | 0.732       |
| 20  | Algieria          | 0   | 9     | 0 (0)   | 9 (0)   | 0    | 27   | 0.000 | 312         | 675         | 0.462       |

Źródło: fivb.org
Punktacja: 3:0 i 3:1 – 3 pkt; 3:2 – 2 pkt; 2:3 – 1 pkt; 1:3 i 0:3 – 0 pkt
Zasady ustalania kolejności: 1. liczba punktów; 2. liczba zwycięstw; 3. stosunek setów; 4. stosunek małych punktów
     awans do fazy finałowej

#### Wyniki

##### I weekend
Grupa A 
| Data | Godz. | Drużyna 1         | Wynik | Drużyna 2         | 1     | 2     | 3     | 4     | 5     | Widzów | * |
| ---- | ----- | ----------------- | ----- | ----------------- | ----- | ----- | ----- | ----- | ----- | ------ | - |
| 2.08 | 16:30 | Rosja             | 1:3   | Stany Zjednoczone | 20:25 | 25:17 | 21:25 | 12:25 |       | 1 400  | 1 |
| 2.08 | 19:00 | Brazylia          | 3:1   | Polska            | 21:25 | 25:17 | 25:15 | 25:20 |       | 4 052  | 2 |
| 3.08 | 10:00 | Brazylia          | 3:2   | Rosja             | 26:28 | 26:24 | 25:19 | 22:25 | 15:8  | 4 275  | 3 |
| 3.08 | 12:30 | Stany Zjednoczone | 3:0   | Polska            | 25:22 | 25:23 | 25:16 |       |       | 1 800  | 4 |
| 4.08 | 10:00 | Brazylia          | 3:1   | Stany Zjednoczone | 17:25 | 25:23 | 25:18 | 25:20 |       | 4 500  | 5 |
| 4.08 | 12:30 | Rosja             | 3:2   | Polska            | 25:21 | 22:25 | 29:27 | 28:30 | 15:13 | 1 850  | 6 |

| Lp. | Drużyna           | Pkt | Mecze | Mecze   | Mecze   | Sety | Sety | Sety  | Małe punkty | Małe punkty | Małe punkty |
| Lp. | Drużyna           | Pkt | M     | W (3:2) | P (2:3) | wyg. | prz. | ratio | zdob.       | str.        | ratio       |
| --- | ----------------- | --- | ----- | ------- | ------- | ---- | ---- | ----- | ----------- | ----------- | ----------- |
| 1   | Brazylia          | 8   | 3     | 3 (1)   | 0 (0)   | 9    | 4    | 2.250 | 302         | 267         | 1.131       |
| 2   | Stany Zjednoczone | 6   | 3     | 2 (0)   | 1 (0)   | 7    | 4    | 1.750 | 253         | 231         | 1.095       |
| 3   | Rosja             | 3   | 3     | 1 (1)   | 2 (1)   | 6    | 8    | 0.750 | 301         | 322         | 0.935       |
| 4   | Polska            | 1   | 3     | 0 (0)   | 3 (1)   | 3    | 9    | 0.333 | 254         | 290         | 0.876       |

Źródło: fivb.org
Punktacja: 3:0 i 3:1 – 3 pkt; 3:2 – 2 pkt; 2:3 – 1 pkt; 1:3 i 0:3 – 0 pkt
Zasady ustalania kolejności: 1. liczba punktów; 2. liczba zwycięstw; 3. stosunek setów; 4. stosunek małych punktów
 Grupa B 
| Data | Godz. | Drużyna 1  | Wynik | Drużyna 2 | 1     | 2     | 3     | 4     | 5 | Widzów | * |
| ---- | ----- | ---------- | ----- | --------- | ----- | ----- | ----- | ----- | - | ------ | - |
| 2.08 | 17:00 | Portoryko  | 0:3   | Czechy    | 14:25 | 20:25 | 18:25 |       |   | 1 000  | 1 |
| 2.08 | 19:30 | Dominikana | 0:3   | Serbia    | 13:25 | 20:25 | 16:25 |       |   | 4 000  | 2 |
| 3.08 | 14:30 | Serbia     | 3:0   | Czechy    | 28:26 | 25:18 | 25:23 |       |   | 2 000  | 3 |
| 3.08 | 17:00 | Dominikana | 3:0   | Portoryko | 25:14 | 26:24 | 25:21 |       |   | 4 200  | 4 |
| 4.08 | 14:30 | Serbia     | 3:1   | Portoryko | 25:22 | 22:25 | 25:17 | 25:22 |   | 1 350  | 5 |
| 4.08 | 17:00 | Dominikana | 3:1   | Czechy    | 25:22 | 25:20 | 23:25 | 25:18 |   | 5 000  | 6 |

| Lp. | Drużyna    | Pkt | Mecze | Mecze   | Mecze   | Sety | Sety | Sety  | Małe punkty | Małe punkty | Małe punkty |
| Lp. | Drużyna    | Pkt | M     | W (3:2) | P (2:3) | wyg. | prz. | ratio | zdob.       | str.        | ratio       |
| --- | ---------- | --- | ----- | ------- | ------- | ---- | ---- | ----- | ----------- | ----------- | ----------- |
| 1   | Serbia     | 9   | 3     | 3 (0)   | 0 (0)   | 9    | 1    | 9.000 | 250         | 202         | 1.238       |
| 2   | Dominikana | 6   | 3     | 2 (0)   | 1 (0)   | 6    | 4    | 1.500 | 223         | 219         | 1.018       |
| 3   | Czechy     | 3   | 3     | 1 (0)   | 2 (0)   | 4    | 6    | 0.667 | 227         | 228         | 0.996       |
| 4   | Portoryko  | 0   | 3     | 0 (0)   | 3 (0)   | 1    | 9    | 0.111 | 197         | 248         | 0.794       |

Źródło: fivb.org
Punktacja: 3:0 i 3:1 – 3 pkt; 3:2 – 2 pkt; 2:3 – 1 pkt; 1:3 i 0:3 – 0 pkt
Zasady ustalania kolejności: 1. liczba punktów; 2. liczba zwycięstw; 3. stosunek setów; 4. stosunek małych punktów
 Grupa C 
| Data | Godz. | Drużyna 1 | Wynik | Drużyna 2 | 1     | 2     | 3     | 4     | 5 | Widzów | * |
| ---- | ----- | --------- | ----- | --------- | ----- | ----- | ----- | ----- | - | ------ | - |
| 2.08 | 14:00 | Turcja    | 3:0   | Algieria  | 25:13 | 25:18 | 25:15 |       |   | 3 100  | 1 |
| 2.08 | 17:00 | Tajlandia | 0:3   | Japonia   | 19:25 | 17:25 | 21:25 |       |   | 1 500  | 2 |
| 3.08 | 14:00 | Algieria  | 0:3   | Japonia   | 10:25 | 8:25  | 8:25  |       |   | 220    | 3 |
| 3.08 | 17:00 | Turcja    | 3:0   | Tajlandia | 25:23 | 26:24 | 25:22 |       |   |        | 4 |
| 4.08 | 14:00 | Tajlandia | 3:0   | Algieria  | 25:7  | 25:14 | 25:13 |       |   | 460    | 5 |
| 4.08 | 17:00 | Turcja    | 1:3   | Japonia   | 21:25 | 28:30 | 25:18 | 18:25 |   | 7 400  | 6 |

| Lp. | Drużyna   | Pkt | Mecze | Mecze   | Mecze   | Sety | Sety | Sety  | Małe punkty | Małe punkty | Małe punkty |
| Lp. | Drużyna   | Pkt | M     | W (3:2) | P (2:3) | wyg. | prz. | ratio | zdob.       | str.        | ratio       |
| --- | --------- | --- | ----- | ------- | ------- | ---- | ---- | ----- | ----------- | ----------- | ----------- |
| 1   | Japonia   | 9   | 3     | 3 (0)   | 0 (0)   | 9    | 1    | 9.000 | 248         | 175         | 1.417       |
| 2   | Turcja    | 6   | 3     | 2 (0)   | 1 (0)   | 7    | 3    | 2.333 | 243         | 213         | 1.141       |
| 3   | Tajlandia | 3   | 3     | 1 (0)   | 2 (0)   | 3    | 6    | 0.500 | 201         | 185         | 1.086       |
| 4   | Algieria  | 0   | 3     | 0 (0)   | 3 (0)   | 0    | 9    | 0.000 | 106         | 225         | 0.471       |

Źródło: fivb.org
Punktacja: 3:0 i 3:1 – 3 pkt; 3:2 – 2 pkt; 2:3 – 1 pkt; 1:3 i 0:3 – 0 pkt
Zasady ustalania kolejności: 1. liczba punktów; 2. liczba zwycięstw; 3. stosunek setów; 4. stosunek małych punktów
 Grupa D 
| Data | Godz. | Drużyna 1 | Wynik | Drużyna 2 | 1     | 2     | 3     | 4     | 5 | Widzów | * |
| ---- | ----- | --------- | ----- | --------- | ----- | ----- | ----- | ----- | - | ------ | - |
| 2.08 | 17:00 | Kuba      | 0:3   | Holandia  | 20:25 | 14:25 | 11:25 |       |   | 1 500  | 1 |
| 2.08 | 20:30 | Chiny     | 3:0   | Bułgaria  | 25:13 | 26:24 | 25:23 |       |   | 3 200  | 2 |
| 3.08 | 14:30 | Bułgaria  | 3:1   | Holandia  | 20:25 | 25:15 | 25:20 | 25:23 |   | 2 500  | 3 |
| 3.08 | 17:00 | Chiny     | 3:0   | Kuba      | 25:13 | 25:20 | 25:15 |       |   | 3 700  | 4 |
| 4.08 | 13:00 | Bułgaria  | 3:0   | Kuba      | 25:8  | 25:15 | 25:16 |       |   | 2 800  | 5 |
| 4.08 | 15:30 | Chiny     | 3:1   | Holandia  | 26:24 | 19:25 | 25:17 | 25:17 |   | 3 900  | 6 |

| Lp. | Drużyna  | Pkt | Mecze | Mecze   | Mecze   | Sety | Sety | Sety  | Małe punkty | Małe punkty | Małe punkty |
| Lp. | Drużyna  | Pkt | M     | W (3:2) | P (2:3) | wyg. | prz. | ratio | zdob.       | str.        | ratio       |
| --- | -------- | --- | ----- | ------- | ------- | ---- | ---- | ----- | ----------- | ----------- | ----------- |
| 1   | Chiny    | 9   | 3     | 3 (0)   | 0 (0)   | 9    | 1    | 9.000 | 246         | 191         | 1.288       |
| 2   | Bułgaria | 6   | 3     | 2 (0)   | 1 (0)   | 6    | 4    | 1.500 | 230         | 198         | 1.162       |
| 3   | Holandia | 3   | 3     | 1 (0)   | 2 (0)   | 5    | 6    | 0.833 | 241         | 235         | 1.026       |
| 4   | Kuba     | 0   | 3     | 0 (0)   | 3 (0)   | 0    | 9    | 0.000 | 132         | 225         | 0.587       |

Źródło: fivb.org
Punktacja: 3:0 i 3:1 – 3 pkt; 3:2 – 2 pkt; 2:3 – 1 pkt; 1:3 i 0:3 – 0 pkt
Zasady ustalania kolejności: 1. liczba punktów; 2. liczba zwycięstw; 3. stosunek setów; 4. stosunek małych punktów
 Grupa E 
| Data | Godz. | Drużyna 1 | Wynik | Drużyna 2  | 1     | 2     | 3     | 4     | 5     | Widzów | * |
| ---- | ----- | --------- | ----- | ---------- | ----- | ----- | ----- | ----- | ----- | ------ | - |
| 2.08 | 17:40 | Niemcy    | 3:1   | Kazachstan | 23:25 | 25:23 | 25:19 | 25:17 |       | 600    | 1 |
| 2.08 | 20:40 | Włochy    | 3:0   | Argentyna  | 25:21 | 25:20 | 25:17 |       |       | 2 000  | 2 |
| 3.08 | 17:30 | Niemcy    | 2:3   | Argentyna  | 23:25 | 25:13 | 25:18 | 21:25 | 12:15 | 630    | 3 |
| 3.08 | 20:30 | Włochy    | 3:0   | Kazachstan | 28:26 | 25:17 | 25:13 |       |       | 2 300  | 4 |
| 4.08 | 17:30 | Argentyna | 3:2   | Kazachstan | 15:25 | 25:15 | 23:25 | 25:20 | 15:9  | 1 400  | 5 |
| 4.08 | 20:45 | Włochy    | 3:1   | Niemcy     | 25:23 | 25:20 | 24:26 | 25:20 |       | 3 000  | 6 |

| Lp. | Drużyna    | Pkt | Mecze | Mecze   | Mecze   | Sety | Sety | Sety  | Małe punkty | Małe punkty | Małe punkty |
| Lp. | Drużyna    | Pkt | M     | W (3:2) | P (2:3) | wyg. | prz. | ratio | zdob.       | str.        | ratio       |
| --- | ---------- | --- | ----- | ------- | ------- | ---- | ---- | ----- | ----------- | ----------- | ----------- |
| 1   | Włochy     | 9   | 3     | 3 (0)   | 0 (0)   | 9    | 1    | 9.000 | 252         | 203         | 1.241       |
| 2   | Argentyna  | 4   | 3     | 2 (2)   | 1 (0)   | 6    | 7    | 0.857 | 257         | 275         | 0.935       |
| 3   | Niemcy     | 4   | 3     | 1 (0)   | 2 (1)   | 6    | 7    | 0.857 | 293         | 279         | 1.050       |
| 4   | Kazachstan | 1   | 3     | 0 (0)   | 3 (1)   | 3    | 9    | 0.333 | 234         | 279         | 0.839       |

Źródło: fivb.org
Punktacja: 3:0 i 3:1 – 3 pkt; 3:2 – 2 pkt; 2:3 – 1 pkt; 1:3 i 0:3 – 0 pkt
Zasady ustalania kolejności: 1. liczba punktów; 2. liczba zwycięstw; 3. stosunek setów; 4. stosunek małych punktów

##### II weekend
Grupa F 
| Data  | Godz. | Drużyna 1         | Wynik | Drużyna 2         | 1     | 2     | 3     | 4     | 5     | Widzów | * |
| ----- | ----- | ----------------- | ----- | ----------------- | ----- | ----- | ----- | ----- | ----- | ------ | - |
| 9.08  | 17:30 | Serbia            | 3:0   | Holandia          | 25:18 | 25:16 | 25:21 |       |       | 1 000  | 1 |
| 9.08  | 20:15 | Algieria          | 0:3   | Stany Zjednoczone | 12:25 | 15:25 | 11:25 |       |       | 300    | 2 |
| 10.08 | 17:30 | Algieria          | 0:3   | Serbia            | 11:25 | 12:25 | 11:25 |       |       | 800    | 3 |
| 10.08 | 20:15 | Stany Zjednoczone | 3:0   | Holandia          | 25:20 | 25:16 | 25:12 |       |       | 300    | 4 |
| 11.08 | 17:30 | Holandia          | 3:0   | Algieria          | 25:15 | 25:7  | 25:6  |       |       | 150    | 5 |
| 11.08 | 20:15 | Serbia            | 2:3   | Stany Zjednoczone | 14:25 | 25:22 | 17:25 | 25:23 | 12:15 | 3 600  | 6 |

| Lp. | Drużyna           | Pkt | Mecze | Mecze   | Mecze   | Sety | Sety | Sety  | Małe punkty | Małe punkty | Małe punkty |
| Lp. | Drużyna           | Pkt | M     | W (3:2) | P (2:3) | wyg. | prz. | ratio | zdob.       | str.        | ratio       |
| --- | ----------------- | --- | ----- | ------- | ------- | ---- | ---- | ----- | ----------- | ----------- | ----------- |
| 1   | Stany Zjednoczone | 8   | 3     | 3 (1)   | 0 (0)   | 9    | 2    | 4.500 | 260         | 179         | 1.453       |
| 2   | Serbia            | 7   | 3     | 2 (0)   | 1 (1)   | 8    | 3    | 2.667 | 243         | 199         | 1.221       |
| 3   | Holandia          | 3   | 3     | 1 (0)   | 2 (0)   | 3    | 6    | 0.500 | 178         | 178         | 1.000       |
| 4   | Algieria          | 0   | 3     | 0 (0)   | 3 (0)   | 0    | 9    | 0.000 | 100         | 225         | 0.444       |

Źródło: fivb.org
Punktacja: 3:0 i 3:1 – 3 pkt; 3:2 – 2 pkt; 2:3 – 1 pkt; 1:3 i 0:3 – 0 pkt
Zasady ustalania kolejności: 1. liczba punktów; 2. liczba zwycięstw; 3. stosunek setów; 4. stosunek małych punktów
 Grupa G 
| Data  | Godz. | Drużyna 1  | Wynik | Drużyna 2  | 1     | 2     | 3     | 4     | 5     | Widzów | * |
| ----- | ----- | ---------- | ----- | ---------- | ----- | ----- | ----- | ----- | ----- | ------ | - |
| 9.08  | 17:00 | Dominikana | 1:3   | Brazylia   | 25:20 | 22:25 | 12:25 | 18:25 |       | 1 200  | 1 |
| 9.08  | 20:00 | Portoryko  | 0:3   | Bułgaria   | 21:25 | 20:25 | 10:25 |       |       | 2 800  | 2 |
| 10.08 | 17:00 | Brazylia   | 1:3   | Bułgaria   | 22:25 | 21:25 | 25:20 | 21:25 |       | 2 100  | 3 |
| 10.08 | 20:00 | Dominikana | 3:0   | Portoryko  | 25:22 | 25:23 | 25:20 |       |       | 3 150  | 4 |
| 11.08 | 14:00 | Bułgaria   | 2:3   | Dominikana | 22:25 | 25:18 | 23:25 | 30:28 | 14:16 | 950    | 5 |
| 11.08 | 17:00 | Portoryko  | 0:3   | Brazylia   | 14:25 | 15:25 | 17:25 |       |       | 1 500  | 6 |

| Lp. | Drużyna    | Pkt | Mecze | Mecze   | Mecze   | Sety | Sety | Sety  | Małe punkty | Małe punkty | Małe punkty |
| Lp. | Drużyna    | Pkt | M     | W (3:2) | P (2:3) | wyg. | prz. | ratio | zdob.       | str.        | ratio       |
| --- | ---------- | --- | ----- | ------- | ------- | ---- | ---- | ----- | ----------- | ----------- | ----------- |
| 1   | Bułgaria   | 7   | 3     | 2 (0)   | 1 (1)   | 8    | 4    | 2.000 | 284         | 252         | 1.127       |
| 2   | Brazylia   | 6   | 3     | 2 (0)   | 1 (0)   | 7    | 4    | 1.750 | 259         | 218         | 1.188       |
| 3   | Dominikana | 5   | 3     | 2 (1)   | 1 (0)   | 7    | 5    | 1.400 | 264         | 274         | 0.964       |
| 4   | Portoryko  | 0   | 3     | 0 (0)   | 3 (0)   | 0    | 9    | 0.000 | 162         | 225         | 0.720       |

Źródło: fivb.org
Punktacja: 3:0 i 3:1 – 3 pkt; 3:2 – 2 pkt; 2:3 – 1 pkt; 1:3 i 0:3 – 0 pkt
Zasady ustalania kolejności: 1. liczba punktów; 2. liczba zwycięstw; 3. stosunek setów; 4. stosunek małych punktów
 Grupa H 
| Data  | Godz. | Drużyna 1  | Wynik | Drużyna 2  | 1     | 2     | 3     | 4     | 5     | Widzów | * |
| ----- | ----- | ---------- | ----- | ---------- | ----- | ----- | ----- | ----- | ----- | ------ | - |
| 9.08  | 17:30 | Niemcy     | 2:3   | Japonia    | 25:18 | 25:20 | 20:25 | 22:25 | 12:15 | 700    | 1 |
| 9.08  | 20:00 | Polska     | 3:0   | Kazachstan | 25:17 | 25:17 | 25:11 |       |       | 1 400  | 2 |
| 10.08 | 17:30 | Japonia    | 3:1   | Kazachstan | 23:25 | 25:19 | 25:18 | 25:20 |       | 1 100  | 3 |
| 10.08 | 20:00 | Polska     | 0:3   | Niemcy     | 17:25 | 17:25 | 24:26 |       |       | 2 600  | 4 |
| 11.08 | 17:30 | Kazachstan | 1:3   | Niemcy     | 14:25 | 11:25 | 25:20 | 19:25 |       | 900    | 5 |
| 11.08 | 20:00 | Polska     | 0:3   | Japonia    | 19:25 | 24:25 | 15:25 |       |       | 2 250  | 6 |

| Lp. | Drużyna    | Pkt | Mecze | Mecze   | Mecze   | Sety | Sety | Sety  | Małe punkty | Małe punkty | Małe punkty |
| Lp. | Drużyna    | Pkt | M     | W (3:2) | P (2:3) | wyg. | prz. | ratio | zdob.       | str.        | ratio       |
| --- | ---------- | --- | ----- | ------- | ------- | ---- | ---- | ----- | ----------- | ----------- | ----------- |
| 1   | Japonia    | 8   | 3     | 3 (1)   | 0 (0)   | 9    | 3    | 3.000 | 201         | 186         | 1.081       |
| 2   | Niemcy     | 7   | 3     | 2 (0)   | 1 (1)   | 8    | 4    | 2.000 | 180         | 161         | 1.118       |
| 3   | Polska     | 3   | 3     | 1 (0)   | 2 (0)   | 3    | 6    | 0.500 | 133         | 121         | 1.099       |
| 4   | Kazachstan | 0   | 3     | 0 (0)   | 3 (0)   | 2    | 9    | 0.222 | 127         | 173         | 0.734       |

Źródło: fivb.org
Punktacja: 3:0 i 3:1 – 3 pkt; 3:2 – 2 pkt; 2:3 – 1 pkt; 1:3 i 0:3 – 0 pkt
Zasady ustalania kolejności: 1. liczba punktów; 2. liczba zwycięstw; 3. stosunek setów; 4. stosunek małych punktów
 Grupa I 
| Data  | Godz. | Drużyna 1 | Wynik | Drużyna 2 | 1     | 2     | 3     | 4     | 5     | Widzów | * |
| ----- | ----- | --------- | ----- | --------- | ----- | ----- | ----- | ----- | ----- | ------ | - |
| 9.08  | 18:00 | Turcja    | 3:1   | Argentyna | 25:17 | 25:14 | 34:36 | 25:18 |       | 5 434  | 1 |
| 9.08  | 20:30 | Chiny     | 3:0   | Czechy    | 25:14 | 25:17 | 25:13 |       |       | 7 641  | 2 |
| 10.08 | 13:15 | Turcja    | 3:0   | Czechy    | 25:23 | 25:18 | 25:15 |       |       | 6 346  | 3 |
| 10.08 | 15:45 | Chiny     | 3:0   | Argentyna | 25:17 | 26:24 | 25:22 |       |       | 8 166  | 4 |
| 11.08 | 13:15 | Argentyna | 1:3   | Czechy    | 20:25 | 25:21 | 22:25 | 20:25 |       | 8 237  | 5 |
| 11.08 | 15:45 | Chiny     | 3:2   | Turcja    | 19:25 | 25:17 | 25:20 | 15:25 | 15:10 | 10 286 | 6 |

| Lp. | Drużyna   | Pkt | Mecze | Mecze   | Mecze   | Sety | Sety | Sety  | Małe punkty | Małe punkty | Małe punkty |
| Lp. | Drużyna   | Pkt | M     | W (3:2) | P (2:3) | wyg. | prz. | ratio | zdob.       | str.        | ratio       |
| --- | --------- | --- | ----- | ------- | ------- | ---- | ---- | ----- | ----------- | ----------- | ----------- |
| 1   | Chiny     | 8   | 3     | 3 (1)   | 0 (0)   | 9    | 2    | 4.500 | 250         | 214         | 1.168       |
| 2   | Turcja    | 7   | 3     | 2 (0)   | 1 (1)   | 8    | 4    | 2.000 | 281         | 240         | 1.171       |
| 3   | Czechy    | 3   | 3     | 1 (0)   | 2 (0)   | 3    | 7    | 0.429 | 196         | 237         | 0.827       |
| 4   | Argentyna | 0   | 3     | 0 (0)   | 3 (0)   | 2    | 9    | 0.222 | 235         | 281         | 0.836       |

Źródło: fivb.org
Punktacja: 3:0 i 3:1 – 3 pkt; 3:2 – 2 pkt; 2:3 – 1 pkt; 1:3 i 0:3 – 0 pkt
Zasady ustalania kolejności: 1. liczba punktów; 2. liczba zwycięstw; 3. stosunek setów; 4. stosunek małych punktów
 Grupa J 
| Data  | Godz. | Drużyna 1 | Wynik | Drużyna 2 | 1     | 2     | 3     | 4     | 5 | Widzów | * |
| ----- | ----- | --------- | ----- | --------- | ----- | ----- | ----- | ----- | - | ------ | - |
| 9.08  | 17:00 | Włochy    | 1:3   | Rosja     | 13:25 | 25:18 | 18:25 | 24:26 |   | 3 100  | 1 |
| 9.08  | 19:30 | Kuba      | 1:3   | Tajlandia | 21:25 | 17:25 | 25:21 | 19:25 |   | 1 200  | 2 |
| 10.08 | 17:00 | Tajlandia | 0:3   | Rosja     | 20:25 | 23:25 | 22:25 |       |   | 3 700  | 3 |
| 10.08 | 19:30 | Kuba      | 0:3   | Włochy    | 16:25 | 16:25 | 20:25 |       |   | 1 100  | 4 |
| 11.08 | 17:00 | Rosja     | 3:1   | Kuba      | 25:17 | 25:14 | 16:25 | 25:17 |   | 3 900  | 5 |
| 11.08 | 19:30 | Włochy    | 3:0   | Tajlandia | 25:18 | 25:14 | 29:27 |       |   | 1 100  | 6 |

| Lp. | Drużyna   | Pkt | Mecze | Mecze   | Mecze   | Sety | Sety | Sety  | Małe punkty | Małe punkty | Małe punkty |
| Lp. | Drużyna   | Pkt | M     | W (3:2) | P (2:3) | wyg. | prz. | ratio | zdob.       | str.        | ratio       |
| --- | --------- | --- | ----- | ------- | ------- | ---- | ---- | ----- | ----------- | ----------- | ----------- |
| 1   | Rosja     | 9   | 3     | 3 (0)   | 0 (0)   | 9    | 2    | 4.500 | 260         | 218         | 1.193       |
| 2   | Włochy    | 6   | 3     | 2 (0)   | 1 (0)   | 7    | 3    | 2.333 | 234         | 205         | 1.141       |
| 3   | Tajlandia | 3   | 3     | 1 (0)   | 2 (0)   | 3    | 7    | 0.429 | 220         | 236         | 0.932       |
| 4   | Kuba      | 0   | 3     | 0 (0)   | 3 (0)   | 2    | 9    | 0.222 | 207         | 262         | 0.790       |

Źródło: fivb.org
Punktacja: 3:0 i 3:1 – 3 pkt; 3:2 – 2 pkt; 2:3 – 1 pkt; 1:3 i 0:3 – 0 pkt
Zasady ustalania kolejności: 1. liczba punktów; 2. liczba zwycięstw; 3. stosunek setów; 4. stosunek małych punktów

##### III weekend
Grupa K 
| Data  | Godz. | Drużyna 1  | Wynik | Drużyna 2 | 1     | 2     | 3     | 4     | 5 | Widzów | * |
| ----- | ----- | ---------- | ----- | --------- | ----- | ----- | ----- | ----- | - | ------ | - |
| 16.08 | 15:00 | Kuba       | 0:3   | Brazylia  | 16:25 | 11:25 | 20:25 |       |   | 1 000  | 1 |
| 16.08 | 18:00 | Kazachstan | 0:3   | Holandia  | 23:25 | 14:25 | 16:25 |       |   | 1 800  | 2 |
| 17.08 | 15:00 | Brazylia   | 3:0   | Holandia  | 25:15 | 25:20 | 25:15 |       |   | 1 560  | 3 |
| 17.08 | 18:00 | Kazachstan | 3:1   | Kuba      | 25:20 | 17:25 | 30:28 | 25:20 |   | 2 100  | 4 |
| 18.08 | 15:00 | Kuba       | 0:3   | Holandia  | 13:25 | 23:25 | 22:25 |       |   | 1 000  | 5 |
| 18.08 | 18:00 | Kazachstan | 0:3   | Brazylia  | 17:25 | 16:25 | 10:25 |       |   | 2 350  | 6 |

| Lp. | Drużyna    | Pkt | Mecze | Mecze   | Mecze   | Sety | Sety | Sety  | Małe punkty | Małe punkty | Małe punkty |
| Lp. | Drużyna    | Pkt | M     | W (3:2) | P (2:3) | wyg. | prz. | ratio | zdob.       | str.        | ratio       |
| --- | ---------- | --- | ----- | ------- | ------- | ---- | ---- | ----- | ----------- | ----------- | ----------- |
| 1   | Brazylia   | 9   | 3     | 3 (0)   | 0 (0)   | 9    | 0    | MAX   | 225         | 140         | 1.607       |
| 2   | Holandia   | 6   | 3     | 2 (0)   | 1 (0)   | 6    | 3    | 2.000 | 200         | 186         | 1.075       |
| 3   | Kazachstan | 3   | 3     | 1 (0)   | 2 (0)   | 3    | 7    | 0.429 | 193         | 243         | 0.794       |
| 4   | Kuba       | 0   | 3     | 0 (0)   | 3 (0)   | 1    | 9    | 0.111 | 198         | 247         | 0.802       |

Źródło: fivb.org
Punktacja: 3:0 i 3:1 – 3 pkt; 3:2 – 2 pkt; 2:3 – 1 pkt; 1:3 i 0:3 – 0 pkt
Zasady ustalania kolejności: 1. liczba punktów; 2. liczba zwycięstw; 3. stosunek setów; 4. stosunek małych punktów
 Grupa L 
| Data  | Godz. | Drużyna 1 | Wynik | Drużyna 2 | 1     | 2     | 3     | 4     | 5     | Widzów | * |
| ----- | ----- | --------- | ----- | --------- | ----- | ----- | ----- | ----- | ----- | ------ | - |
| 16.08 | 16:00 | Tajlandia | 3:1   | Portoryko | 18:25 | 25:7  | 25:22 | 25:11 |       | 6 200  | 1 |
| 16.08 | 18:30 | Niemcy    | 2:3   | Rosja     | 25:22 | 25:17 | 18:25 | 19:25 | 11:15 | 4 000  | 2 |
| 17.08 | 14:00 | Rosja     | 3:0   | Portoryko | 25:8  | 25:16 | 25:19 |       |       | 5 000  | 3 |
| 17.08 | 16:30 | Tajlandia | 0:3   | Niemcy    | 16:25 | 14:25 | 25:27 |       |       | 8 000  | 4 |
| 18.08 | 14:00 | Portoryko | 3:2   | Niemcy    | 25:23 | 25:23 | 23:25 | 13:25 | 15:13 | 7 000  | 5 |
| 18.08 | 16:30 | Rosja     | 3:2   | Tajlandia | 24:26 | 25:18 | 25:22 | 20:25 | 15:11 | 8 500  | 6 |

| Lp. | Drużyna   | Pkt | Mecze | Mecze   | Mecze   | Sety | Sety | Sety  | Małe punkty | Małe punkty | Małe punkty |
| Lp. | Drużyna   | Pkt | M     | W (3:2) | P (2:3) | wyg. | prz. | ratio | zdob.       | str.        | ratio       |
| --- | --------- | --- | ----- | ------- | ------- | ---- | ---- | ----- | ----------- | ----------- | ----------- |
| 1   | Rosja     | 7   | 3     | 3 (2)   | 0 (0)   | 9    | 4    | 2.250 | 288         | 243         | 1.185       |
| 2   | Niemcy    | 5   | 3     | 1 (0)   | 2 (2)   | 7    | 6    | 1.167 | 284         | 260         | 1.092       |
| 3   | Tajlandia | 4   | 3     | 1 (0)   | 2 (1)   | 5    | 7    | 0.714 | 250         | 251         | 0.996       |
| 4   | Portoryko | 2   | 3     | 1 (1)   | 2 (0)   | 4    | 8    | 0.500 | 209         | 277         | 0.755       |

Źródło: fivb.org
Punktacja: 3:0 i 3:1 – 3 pkt; 3:2 – 2 pkt; 2:3 – 1 pkt; 1:3 i 0:3 – 0 pkt
Zasady ustalania kolejności: 1. liczba punktów; 2. liczba zwycięstw; 3. stosunek setów; 4. stosunek małych punktów
 Grupa M 
| Data  | Godz. | Drużyna 1         | Wynik | Drużyna 2         | 1     | 2     | 3     | 4     | 5     | Widzów | * |
| ----- | ----- | ----------------- | ----- | ----------------- | ----- | ----- | ----- | ----- | ----- | ------ | - |
| 16.08 | 15:30 | Stany Zjednoczone | 3:0   | Czechy            | 25:20 | 25:20 | 25:23 |       |       | 4 230  | 1 |
| 16.08 | 18:15 | Japonia           | 0:3   | Bułgaria          | 23:25 | 23:25 | 29:31 |       |       | 6 375  | 2 |
| 17.08 | 12:30 | Japonia           | 1:3   | Stany Zjednoczone | 17:25 | 19:25 | 25:21 | 18:25 |       | 6 833  | 3 |
| 17.08 | 15:30 | Czechy            | 2:3   | Bułgaria          | 25:20 | 18:25 | 17:25 | 25:22 | 8:15  | 2 385  | 4 |
| 18.08 | 12:30 | Japonia           | 3:2   | Czechy            | 25:18 | 22:25 | 28:26 | 23:25 | 15:13 | 6 450  | 5 |
| 18.08 | 15:30 | Stany Zjednoczone | 3:2   | Bułgaria          | 16:25 | 25:23 | 20:25 | 25:15 | 15:8  | 1 830  | 6 |

| Lp. | Drużyna           | Pkt | Mecze | Mecze   | Mecze   | Sety | Sety | Sety  | Małe punkty | Małe punkty | Małe punkty |
| Lp. | Drużyna           | Pkt | M     | W (3:2) | P (2:3) | wyg. | prz. | ratio | zdob.       | str.        | ratio       |
| --- | ----------------- | --- | ----- | ------- | ------- | ---- | ---- | ----- | ----------- | ----------- | ----------- |
| 1   | Stany Zjednoczone | 8   | 3     | 3 (1)   | 0 (0)   | 9    | 3    | 3.000 | 272         | 238         | 1.143       |
| 2   | Bułgaria          | 6   | 3     | 2 (1)   | 1 (1)   | 8    | 5    | 1.600 | 284         | 269         | 1.056       |
| 3   | Japonia           | 2   | 3     | 1 (1)   | 2 (0)   | 4    | 8    | 0.500 | 267         | 284         | 0.940       |
| 4   | Czechy            | 2   | 3     | 0 (0)   | 3 (2)   | 4    | 9    | 0.444 | 263         | 295         | 0.892       |

Źródło: fivb.org
Punktacja: 3:0 i 3:1 – 3 pkt; 3:2 – 2 pkt; 2:3 – 1 pkt; 1:3 i 0:3 – 0 pkt
Zasady ustalania kolejności: 1. liczba punktów; 2. liczba zwycięstw; 3. stosunek setów; 4. stosunek małych punktów
 Grupa N 
| Data  | Godz. | Drużyna 1 | Wynik | Drużyna 2 | 1     | 2     | 3     | 4     | 5     | Widzów | * |
| ----- | ----- | --------- | ----- | --------- | ----- | ----- | ----- | ----- | ----- | ------ | - |
| 16.08 | 16:00 | Serbia    | 3:1   | Polska    | 25:14 | 25:20 | 22:25 | 25:21 |       | 1 983  | 1 |
| 16.08 | 19:30 | Chiny     | 3:0   | Argentyna | 25:18 | 25:17 | 25:16 |       |       | 4 467  | 2 |
| 17.08 | 16:00 | Argentyna | 0:3   | Serbia    | 12:25 | 20:25 | 14:25 |       |       | 1 175  | 3 |
| 17.08 | 19:30 | Chiny     | 3:1   | Polska    | 25:18 | 25:21 | 16:25 | 25:23 |       | 4 152  | 4 |
| 18.08 | 16:00 | Polska    | 3:2   | Argentyna | 25:21 | 21:25 | 25:12 | 23:25 | 15:11 | 1 287  | 5 |
| 18.08 | 19:30 | Chiny     | 3:2   | Serbia    | 25:17 | 25:27 | 25:20 | 23:25 | 15:5  | 5 644  | 6 |

| Lp. | Drużyna   | Pkt | Mecze | Mecze   | Mecze   | Sety | Sety | Sety  | Małe punkty | Małe punkty | Małe punkty |
| Lp. | Drużyna   | Pkt | M     | W (3:2) | P (2:3) | wyg. | prz. | ratio | zdob.       | str.        | ratio       |
| --- | --------- | --- | ----- | ------- | ------- | ---- | ---- | ----- | ----------- | ----------- | ----------- |
| 1   | Chiny     | 8   | 3     | 3 (1)   | 0 (0)   | 9    | 3    | 3.000 | 279         | 232         | 1.203       |
| 2   | Serbia    | 7   | 3     | 2 (0)   | 1 (1)   | 8    | 4    | 2.000 | 266         | 239         | 1.113       |
| 3   | Polska    | 2   | 3     | 1 (1)   | 2 (0)   | 5    | 8    | 0.625 | 276         | 282         | 0.979       |
| 4   | Argentyna | 1   | 3     | 0 (0)   | 3 (1)   | 2    | 8    | 0.250 | 191         | 259         | 0.737       |

Źródło: fivb.org
Punktacja: 3:0 i 3:1 – 3 pkt; 3:2 – 2 pkt; 2:3 – 1 pkt; 1:3 i 0:3 – 0 pkt
Zasady ustalania kolejności: 1. liczba punktów; 2. liczba zwycięstw; 3. stosunek setów; 4. stosunek małych punktów
 Grupa O 
| Data  | Godz. | Drużyna 1  | Wynik | Drużyna 2  | 1     | 2     | 3     | 4     | 5     | Widzów | * |
| ----- | ----- | ---------- | ----- | ---------- | ----- | ----- | ----- | ----- | ----- | ------ | - |
| 16.08 | 15:00 | Włochy     | 3:0   | Algieria   | 25:13 | 25:19 | 25:10 |       |       | 600    | 1 |
| 16.08 | 18:00 | Turcja     | 3:2   | Dominikana | 25:27 | 22:25 | 25:22 | 26:24 | 15:13 | 400    | 2 |
| 17.08 | 15:00 | Algieria   | 0:3   | Turcja     | 12:25 | 12:25 | 12:25 |       |       | 400    | 3 |
| 17.08 | 17:30 | Włochy     | 2:3   | Dominikana | 25:21 | 25:19 | 30:32 | 24:26 | 11:15 | 1 300  | 4 |
| 18.08 | 15:00 | Włochy     | 3:2   | Turcja     | 25:17 | 25:18 | 17:25 | 15:25 | 15:12 | 700    | 5 |
| 18.08 | 17:30 | Dominikana | 3:0   | Algieria   | 25:11 | 25:9  | 25:8  |       |       | 600    | 6 |

| Lp. | Drużyna    | Pkt | Mecze | Mecze   | Mecze   | Sety | Sety | Sety  | Małe punkty | Małe punkty | Małe punkty |
| Lp. | Drużyna    | Pkt | M     | W (3:2) | P (2:3) | wyg. | prz. | ratio | zdob.       | str.        | ratio       |
| --- | ---------- | --- | ----- | ------- | ------- | ---- | ---- | ----- | ----------- | ----------- | ----------- |
| 1   | Turcja     | 6   | 3     | 2 (1)   | 1 (1)   | 8    | 5    | 1.600 | 285         | 244         | 1.168       |
| 2   | Dominikana | 6   | 3     | 2 (1)   | 1 (1)   | 8    | 5    | 1.600 | 299         | 256         | 1.168       |
| 3   | Włochy     | 6   | 3     | 2 (1)   | 1 (1)   | 8    | 5    | 1.600 | 287         | 252         | 1.139       |
| 4   | Algieria   | 0   | 3     | 0 (0)   | 3 (0)   | 0    | 9    | 0.000 | 106         | 225         | 0.471       |

Źródło: fivb.org
Punktacja: 3:0 i 3:1 – 3 pkt; 3:2 – 2 pkt; 2:3 – 1 pkt; 1:3 i 0:3 – 0 pkt
Zasady ustalania kolejności: 1. liczba punktów; 2. liczba zwycięstw; 3. stosunek setów; 4. stosunek małych punktów

#### Nagrody indywidualne
| Najlepsza punktująca | Najlepsza blokująca | Najlepsza atakująca | Najlepsza zagrywająca | Najlepsza przyjmująca | Najlepsza rozgrywająca | Najlepsza libero |
| -------------------- | ------------------- | ------------------- | --------------------- | --------------------- | ---------------------- | ---------------- |
| Natalja Obmoczajewa  | Robin de Kruijf     | Risa Shinnabe       | Neslihan Demir        | Brenda Castillo       | Nootsara Tomkom        | Lenka Dürr       |

### Faza finałowa

#### Wyniki
| Data  | Godz. | Drużyna 1         | Wynik | Drużyna 2         | 1     | 2     | 3     | 4     | 5     | Widzów | *  |
| ----- | ----- | ----------------- | ----- | ----------------- | ----- | ----- | ----- | ----- | ----- | ------ | -- |
| 28.08 | 13:30 | Serbia            | 1:3   | Chiny             | 21:25 | 25:22 | 17:25 | 20:25 |       | 1 200  | 1  |
| 28.08 | 15:55 | Brazylia          | 3:0   | Stany Zjednoczone | 25:19 | 25:12 | 25:10 |       |       | 1 900  | 2  |
| 28.08 | 19:10 | Japonia           | 3:0   | Włochy            | 25:18 | 25:19 | 25:22 |       |       | 4 000  | 3  |
| 29.08 | 13:30 | Stany Zjednoczone | 1:3   | Serbia            | 23:25 | 25:20 | 18:25 | 23:25 |       | 1 200  | 4  |
| 29.08 | 15:50 | Włochy            | 2:3   | Chiny             | 30:28 | 22:25 | 28:26 | 13:25 | 10:15 | 1 800  | 5  |
| 29.08 | 19:10 | Japonia           | 0:3   | Brazylia          | 21:25 | 22:25 | 17:25 |       |       | 5 000  | 6  |
| 30.08 | 13:30 | Chiny             | 3:0   | Stany Zjednoczone | 25:20 | 25:23 | 25:17 |       |       | 1 400  | 7  |
| 30.08 | 15:30 | Brazylia          | 3:0   | Włochy            | 25:16 | 26:24 | 25:11 |       |       | 2 000  | 8  |
| 30.08 | 19:10 | Serbia            | 3:0   | Japonia           | 25:22 | 25:17 | 25:19 |       |       | 5 200  | 9  |
| 31.08 | 13:30 | Włochy            | 3:2   | Stany Zjednoczone | 19:25 | 25:22 | 23:25 | 25:18 | 16:14 | 2 000  | 10 |
| 31.08 | 16:15 | Brazylia          | 3:0   | Serbia            | 27:25 | 25:21 | 25:22 |       |       | 3 700  | 11 |
| 31.08 | 19:30 | Japonia           | 2:3   | Chiny             | 16:25 | 25:18 | 24:26 | 25:21 | 13:15 | 6 000  | 12 |
| 1.09  | 13:30 | Serbia            | 3:2   | Włochy            | 22:25 | 25:23 | 20:25 | 25:16 | 15:11 | 1 900  | 13 |
| 1.09  | 15:55 | Chiny             | 0:3   | Brazylia          | 15:25 | 14:25 | 20:25 |       |       | 3 600  | 14 |
| 1.09  | 19:10 | Stany Zjednoczone | 3:2   | Japonia           | 17:25 | 25:19 | 18:25 | 25:17 | 15:12 | 6 000  | 15 |

#### Tabela
| Lp. | Drużyna           | Pkt | Mecze | Mecze   | Mecze   | Sety | Sety | Sety  | Małe punkty | Małe punkty | Małe punkty |
| Lp. | Drużyna           | Pkt | M     | W (3:2) | P (2:3) | wyg. | prz. | ratio | zdob.       | str.        | ratio       |
| --- | ----------------- | --- | ----- | ------- | ------- | ---- | ---- | ----- | ----------- | ----------- | ----------- |
| 1   | Brazylia          | 15  | 5     | 5 (0)   | 0 (0)   | 15   | 0    | MAX   | 378         | 269         | 1.405       |
| 2   | Chiny             | 10  | 5     | 4 (2)   | 1 (0)   | 12   | 8    | 1.500 | 445         | 424         | 1.050       |
| 3   | Serbia            | 8   | 5     | 3 (1)   | 2 (0)   | 10   | 9    | 1.111 | 428         | 421         | 1.017       |
| 4   | Japonia           | 5   | 5     | 1 (0)   | 4 (2)   | 7    | 12   | 0.583 | 394         | 414         | 0.952       |
| 5   | Włochy            | 4   | 5     | 1 (1)   | 4 (2)   | 7    | 14   | 0.500 | 421         | 481         | 0.875       |
| 6   | Stany Zjednoczone | 3   | 5     | 1 (1)   | 4 (1)   | 6    | 14   | 0.429 | 394         | 451         | 0.874       |

Źródło: fivb.org
Punktacja: 3:0 i 3:1 – 3 pkt; 3:2 – 2 pkt; 2:3 – 1 pkt; 1:3 i 0:3 – 0 pkt
Zasady ustalania kolejności: 1. liczba punktów; 2. liczba zwycięstw; 3. stosunek setów; 4. stosunek małych punktów

## Klasyfikacja końcowa
| Miejsce | Reprezentacja     |
| ------- | ----------------- |
| złoto   | Brazylia          |
| srebro  | Chiny             |
| brąz    | Serbia            |
| 4.      | Japonia           |
| 5.      | Włochy            |
| 6.      | Stany Zjednoczone |
| 7.      | Rosja             |
| 8.      | Turcja            |
| 9.      | Bułgaria          |
| 10.     | Dominikana        |
| 11.     | Niemcy            |
| 12.     | Holandia          |
| 13.     | Tajlandia         |
| 14.     | Czechy            |
| 15.     | Polska            |
| 16.     | Argentyna         |
| 17.     | Kazachstan        |
| 18.     | Portoryko         |
| 19.     | Kuba              |
| 20.     | Algieria          |

## Nagrody indywidualne
| MVP            | Najlepsze przyjmujące        | Najlepsze środkowe          | Najlepsza atakująca | Najlepsza rozgrywająca | Najlepsza libero |
| -------------- | ---------------------------- | --------------------------- | ------------------- | ---------------------- | ---------------- |
| Thaisa Menezes | Zhu Ting Brankica Mihajlović | Thaisa Menezes Milena Rašić | Jovana Brakočević   | Alisha Glass           | Fabiana Oliveira |